# Delfín Sporting Club
Delfín Sporting Club is een professionele voetbalclub uit Manta, Ecuador. De club werd opgericht op 1 maart 1989 nadat het failliete Club Deportivo 9 de Octubre de licentie had afgestaan aan de nieuwbakken vereniging. De thuishaven is het Estadio Jocay, dat plaats biedt aan 20.000 toeschouwers, en wordt gedeeld met aartsrivaal Manta Fútbol Club.
Al in het eerste seizoen van het bestaan wist Delfín promotie af te dwingen naar de hoogste divisie, de Campeonato Ecuatoriano. Tot 1995 wist de club zich te handhaven. Drie jaar later keerde Delfín terug in de hoogste afdeling, om vervolgens in 1999 te degraderen naar de Serie B en meteen weer te promoveren. Het laatste seizoen in de Serie A was in 2001. In 2007 werd Delfín verbannen naar het derde niveau, de Segunda Categoría, waar de club sindsdien vertoeft.

## Erelijst
- Serie B (2)

1989-E1, 2000

## Bekende (oud-)spelers
- Hamilton Cuvi
- Jacinto Espinoza
- Jimmy Izquierdo
- Alberto Montaño
- Alfonso Obregón
- José Valencia

América de Quito · 
Aucas ·
Barcelona ·
Delfín ·
Deportivo Cuenca ·
Deportivo Macará ·
Fuerza Amarilla · 
Guayaquil City · 
Mushuc Runa	· 
El Nacional · 
Emelec ·
Independiente del Valle ·
Olmedo · 
LDU Quito ·
Técnico Universitario ·
Universidad Católica